# Zračna luka Ulawa
Zračna luka Ulawa (IATA: RNA, ICAO: AGAR) je zračna luka u Aroni na otoku Ulawi, Salomonski Otoci.